# Stadtelternrat
Als Stadtelternrat (auch unter den Begriffen Stadtelternbeirat, Bezirkselternausschuss, Gesamtelternrat, Jugendamtselternbeirat) wird die auf kommunaler Ebene arbeitende Elternvertretung von Kindertagesstätten (Krippe, Kindergarten, Hort und Tagespflege) bezeichnet.

## Struktur und Aufbau
Der eher bekannte Kreiselternrat ist eine durch die jeweilige Landesgesetzgebungen (Schulgesetze) klar strukturierte Elternvertretung mit dem Aufgabengebiet "Schule". Ihm folgen der Landeselternrat und der Bundeselternrat. 
Der Stadtelternrat bildet sich innerhalb einer Stadt oder Gemeinde durch die Elternräte der einzelnen Einrichtungen und ist Ansprechpartner für alle Eltern kommunalen und freier Träger. Die Trennung der beiden Elternratstypen ist durch die Trennung der Landesaufgabe Schule und der Kommunalaufgabe Kita, Hort und Tagespflege begründet. In vielen Städten hat sich deshalb auch die Stadtratsstruktur zu einem Schulausschuss und einem Jugendhilfeausschuss entwickelt. Schule ist personaltechnisch mit Lehrern dem Land zugewiesen, während Kita, Hort und Tagespflege mit Erziehern der Stadt bzw. Gemeinde zugewiesen sind.
Grundlage für die Bildung eines Stadtelternrates bietet meist das Landes-Kita-Gesetz oder die Landesverfassung. Im Beispiel Sachsen wird dies in § 6 Abs. 4 SächsKitaG mit dem einfachen Satz "Zur Beratung und Unterstützung der Elternbeiräte der Einrichtungen können Elternbeiräte auf der Gemeinde- und der Kreisebene gebildet werden." begründet.
Diese große Freiheit von gesetzlichen Vorgaben (siehe Kreiselternratstruktur), was Aufbau und Aufgaben betrifft, hat zum einen Vor- aber auch Nachteile.

## Nachteile
- Anerkennungsgrad (wegen fehlender Gesetzesgrundlage) kann bei einigen Kommunen gering ausfallen
- Anerkennungsgrad (wegen fehlender kommunaler Anerkennung) kann bei einigen Kitas bzw. Trägern gering ausfallen
- keine finanzielle Unterstützung verpflichtend
- Gründung und Aufbau eines Netzwerkes häufig mit vielen Hürden verbunden

## Vorteile
- keine finanzielle Bindung bedeutet auch keine Einflussnahme ("Wes Brot ich ess, des Lied ich sing”)
- freie kritische Meinungsäußerungen möglich
- Schaffung eigener Aufgabengebiete zusammen mit den Eltern je nach Bedarf
- mehr Selbstachtung, wenn man Ziele oder Akzeptanz erarbeit hat
- Partnerschaften auf gemeinsamer Basis erarbeiten, statt gesetzlicher Vorgaben

Da es häufig Probleme gibt, welche beide Elternvertretungen (Stadt- und Kreiselternrat) betreffen, ist ein Zusammenschluss unter einer Dachgemeinschaft sinnvoll. Als gemeinsame Themen gelten z. B. die Wahl des Essenanbieters (diese beliefern meist Kitas und Schulen), Räumlichkeiten im Hort (viele Horte sind in Grundschulen eingemietet) und Elternratsweiterbildungen. Auch ist der enge Kontakt wichtig, um aktive Kita-Eltern später auch für die Schulelternräte zu gewinnen.

## Aufbau eines Stadtelternrates
In der Regel sollte aus jedem Elternrat einer Einrichtung ein Elternteil für den Stadtelternrat bestimmt werden und seine Einrichtung dort vertreten. Aus deren Mitte kann man einen Vorstand bzw. Vorsitz wählen. Einige Stadtelternräte bilden auch nur eine Sprechergruppe, wo sich automatisch nur die aktiven Eltern der schon aktiven Elternräte treffen. Diese Gruppe organisiert dann Veranstaltungen und Treffen, führt Arbeitsgruppen an und steht im Kontakt zur Verwaltung, Stadtrat oder Presse. Der Stadtelternrat kann sich eine Satzung und/oder Geschäftsordnung geben.

## Aufgaben eines Stadtelternrates
- Weiterbildungsmaßnahmen für Elternräte in den Einrichtungen (Rechte und Pflichten) organisieren
- Erfahrungsaustausch zwischen den Eltern schaffen
- Probleme zusammentragen, da häufig dasselbe Problem an mehreren Einrichtungen auftritt und man somit als Gruppe auftreten kann
- Öffentlichkeitsarbeit und Netzwerkbildung (Homepage, Soziale Netzwerke, E-Mailverteiler)
- Verbund zu anderen Stadtelternräten suchen, um z. B. Probleme bis zur Landesregierung zu tragen

## Jugendamtselternbeirat
Das eine oder andere Bundesland versucht in seinen Landesgesetzen analog der Kreiselternräte Stadtelternräte (hier unter der Bezeichnung Jugendamtselternbeirat) zu etablieren. Ob man den schon eher geringen Teil aktiver Eltern im Kita-Bereich jährlich diesen Wahlmarathon (Kita-Jugendamtselternbeirat-Landeselternrat) zumuten kann, wird wohl die Zeit zeigen.